# Strophaeus
Strophaeus là một chi nhện trong họ Barychelidae.

## Các loài
- Strophaeus austeni (F. O. P.-Cambridge, 1896)
- Strophaeus kochi (O. P.-Cambridge, 1870)
- Strophaeus pentodon (Simon, 1892)
- Strophaeus sebastiani Miranda & Bermúdez, 2011